# Xanthorhoe inaequata
Xanthorhoe inaequata is een vlinder uit de familie spanners (Geometridae). De wetenschappelijke naam is voor het eerst geldig gepubliceerd in 1905 door Warren.
De soort komt voor in Europa.